# 220 (число)
Вижте пояснителната страница за други значения на 220.
220 (двеста и двадесет) е естествено, цяло число, следващо 219 и предхождащо 221.
Двеста и двадесет с арабски цифри се записва „221“, а с римски цифри – „CCXX“. Числото 221 е съставено от три цифри от позиционните бройни системи – 2 (две), 0 (нула).

## Общи сведения
- 220 е четно число.
- 220-ият ден от годината е 8 август.
- 220 е година от Новата ера.